# Betorz
Betorz ist ein spanischer Ort im Pyrenäenvorland in der Provinz Huesca der Autonomen Gemeinschaft Aragonien. Der Ort gehört zur Gemeinde Bárcabo. Betorz hatte im Jahr 2015 16 Einwohner. 

## Sehenswürdigkeiten
- Pfarrkirche Santas Nunilo y Alodia, erbaut im 12. Jahrhundert (Bien de Interés Cultural)

## Weblinks

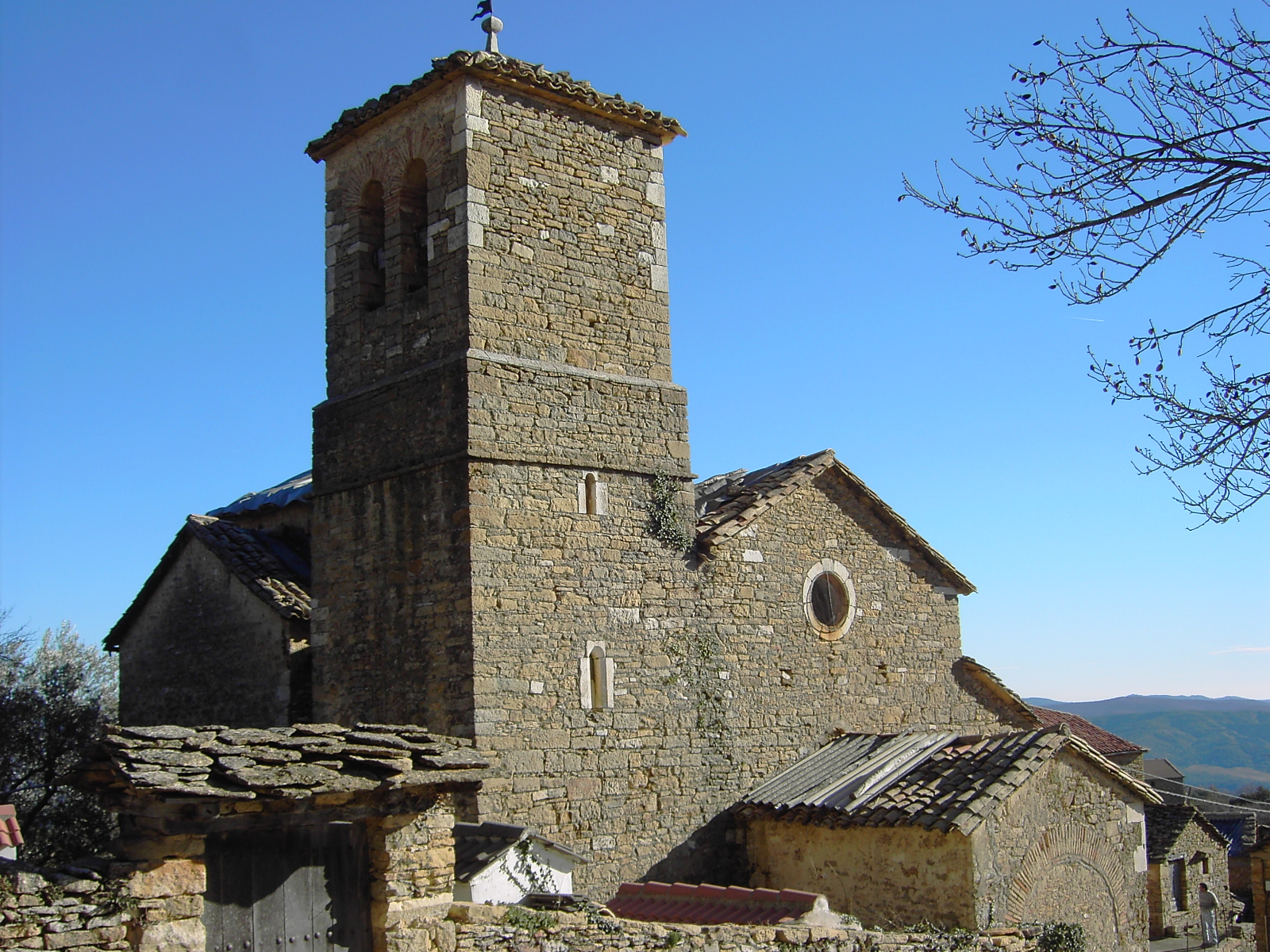
Kirche Santas Nunilo y Alodia